# Steeple Peaks
Die Steeple Peaks (englisch für Turmspitzengipfel) sind fünf aneinandergereihte Berge an der Rymill-Küste des Palmerlands auf der Antarktischen Halbinsel. In den Batterbee Mountains erstrecken sie sich südlich des Conchie-Gletschers in nordnordwest-südsüdöstlicher Ausrichtung vom Mount Ward bis zum Sandau-Nunatak.
Das UK Antarctic Place-Names Committee gab ihnen 1976 einen deskriptiven Namen in Anlehnung an die turmartigen Felsvorsprünge zwischen den einzelnen Gipfeln.